# Golbery do Couto e Silva
Golbery do Couto e Silva (Rio Grande, 21 de agosto de 1911 — São Paulo, 18 de setembro de 1987) foi um general e geopolítico brasileiro. Tornou-se reconhecido como um dos principais teóricos da doutrina de segurança nacional, elaborada nos anos 50 pelos militares brasileiros da Escola Superior de Guerra (ESG), sendo um dos criadores do Serviço Nacional de Informações (SNI).
Contrário à ascensão de Costa e Silva à presidência, retirou-se do governo com a posse do novo mandatário. Durante
o período (entre 1968 e 1973), presidiu a filial brasileira da empresa norte-americana Dow Chemical.
Golbery retornou à vida pública durante o governo do presidente Ernesto Geisel, a partir de março de 1974, notabilizando-se
como responsável pela chamada política de distensão, que marcou o início do
processo de abertura política. Ocupou ainda os cargos de Chefe da Casa Civil nos governos militares de Ernesto Geisel e João Baptista Figueiredo até 1981, quando abandonou definitivamente a vida pública. Deixou algumas publicações, entre elas, com forte repercussão internacional, o livro Geopolítica do Brasil.

## Estudos e início da carreira militar
Estudou no Ginásio Lemos Júnior, em Rio Grande (RS),  sua cidade natal, e em abril de 1927, aos 16 anos, ingressou na Escola Militar do Realengo, no Rio de Janeiro, no então Distrito Federal. Foi declarado Aspirante a Oficial da Arma de Infantaria em dezembro de 1930, conquistando o 1° lugar de toda a sua turma de Cadetes de todas as Armas.  Mais tarde serviu no 9º Regimento de Infantaria (9º RI), em Pelotas. Foi promovido a segundo-tenente em junho de 1931.
Quando era segundo-tenente, Golbery do Couto e Silva foi transferido para o quartel-general da Sexta Brigada de Infantaria. Lá, foi promovido a primeiro tenente pouco antes do início da Revolução Constitucionalista em São Paulo. Durante a revolução, serviu na Diretoria de Material Bélico, no Rio de Janeiro.
Em maio de 1937, Golbery foi promovido ao posto de Capitão e passou a servir na secretaria geral do Conselho de Segurança Nacional, quando foi mandado para Curitiba. Nesta capital, atuou na Infantaria Divisionária da 5ª Região Militar. Em 1940, foi transferido para Joinville, cumprindo missão no 13º Batalhão de Caçadores.
No mês de dezembro de 1941, prestou provas livres no concurso de admissão da Escola de Estado-Maior do Exército, sendo o único oficial aprovado. Formou-se em agosto de 1943. No mesmo ano, foi servir no Rio Grande do Sul, sua terra natal. Lá atuou no Estado-Maior da 3ª Região Militar (3ª RM), com sede em Porto Alegre.
Em 1944, foi para os Estados Unidos estagiar na famosa escola militar de Fort Leavenworth. Após este período de estágio, foi enviado para servir na Força Expedicionária Brasileira (FEB) como oficial de inteligência estratégica e informações, cargo que ocupou até o final da Segunda Guerra Mundial.

## Retorno ao Brasil
Voltando ao Brasil, em outubro de 1945, o então capitão Golbery do Couto e Silva foi enviado como oficial da seção de operações da 3ª Região Militar, no Rio Grande do Sul. Seu comandante era o general Salvador César Obino. Em maio de 1946, retornou para o Rio de Janeiro a fim de servir no Estado-Maior do Exército (EME). No mês seguinte foi promovido a Major e transferido para o Estado-Maior Geral que seria transformado em Estado-Maior das Forças Armadas (EMFA).
Segundo literatura da época, "(sic) …teve a finalidade de preparar as decisões estratégicas relativas a organização e emprego conjunto das Forças Armadas e os planos correspondentes, além de colaborar no preparo da mobilização total da nação para a guerra, quando for o caso".
Golbery permaneceu no EMFA até março de 1947. No mesmo mês, foi ao Paraguai para atuar na Comissão Militar Brasileira de Instrução, onde permaneceu até outubro de 1950, quando retornou ao Brasil e foi reintegrado ao EME, servindo como "adjunto da seção de informações".
Em outubro de 1951, Golbery foi promovido a tenente-coronel. Em março de 1952, "foi nomeado adjunto do Departamento de Estudos da Escola Superior de Guerra, na divisão de Assuntos internacionais, depois na Divisão Executiva."
O Departamento de Estudos da Escola Superior de Guerra foi criado em 1948, segundo a literatura das Forças Armadas, e "…sua finalidade era desenvolver e consolidar os conhecimentos necessários para o exercício das funções de direção e para o planejamento da segurança nacional e suas estratégias".
O comandante da ESG na época era o general Juarez Távora. Em suas novas funções, Golbery pôs em prática o início do estudo da tese que condicionava a associação do Estado à iniciativa privada mediante o apoio tecnocrático, de forma a fortalecer a segurança nacional. Desta forma, deveria ser criada uma "…elite tecnocrática, civil e militar, ideologicamente comprometida com um conjunto de objetivos nacionais permanentes".
Futuramente a doutrina de segurança nacional de Golbery seria absorvida pela ESG. Ela punha o Brasil alinhado ao bloco ocidental, sob a liderança dos Estados Unidos, e em oposição ao bloco comunista liderado pela União Soviética. Propugnava que, para promover o desenvolvimento nacional seria necessária a centralização do poder com a "…supressão de alguns valores definidores da ordem democrática." Ou seja: para desenvolver o Brasil de seu atraso tecnológico, era necessário um regime de força alinhado com os Estados Unidos.

## Atividade política
Nessa época, a oposição contra o governo de Getúlio Vargas existia tanto entre elites civis quanto no meio militar. Simultaneamente, crescia dentro da ESG o aperfeiçoamento da doutrina iniciada por Golbery. Em fevereiro de 1954, 82 tenentes-coronéis e coronéis do Rio de Janeiro remeteram para o general Ciro do Espírito Santo Cardoso, ministro da Guerra, um documento criticando a política salarial do governo central para com a classe militar. O nome dado ao documento, redigido por Golbery, foi Manifesto dos Coronéis.
A síntese do manifesto era um "…desagrado em face do aumento de 100% no salário mínimo, sugerido em fevereiro pelo ministro do Trabalho, João Goulart, e confirmado por Vargas em 1 de maio daquele ano". A preocupação era acerca das consequências que essas medidas causariam, sobretudo no que diz respeito  a taxa de inflação, dada a fragilidade dos fundamentos da economia naquele momento. O efeito imediato do memorial foi a demissão de João Goulart do Ministério do Trabalho, assim como o afastamento do general Ciro do Espírito Santo Cardoso do Ministério da Guerra. A pasta do trabalho foi assumida por Hugo de Faria e o Ministério da Guerra foi assumido pelo general Euclides Zenóbio da Costa.
Em 24 de agosto de 1954, quando Getúlio Vargas se suicidou, Golbery do Couto e Silva era adjunto do Departamento de Estudos da ESG. Em fevereiro de 1955, Juscelino Kubitschek foi lançado pelo Partido Social Democrático (PSD) como candidato à presidência da República, tendo como candidato a vice-presidente João Goulart. O grupo militar da ESG liderado por Golbery não apoiou JK e, inclusive, tentou impedir sua posse. Frente a esse posicionamento por parte dos militares, o general Henrique Lott foi quem assegurou a posse de Juscelino e Goulart.
Como consequência, Golbery foi detido por oito dias e após ser liberado, foi transferido para Belo Horizonte onde ficou prestando serviço no quartel-general da Infantaria Divisionária da 4ª Região Militar (ID/4).
Em março de 1956, Golbery foi promovido a Coronel por merecimento, e transferido novamente para o EME, onde ficou prestando serviço até setembro de 1960. No mesmo mês, foi convocado a chefiar a seção de operações do EMFA.
Devido ao incidente ocorrido em novembro de 1955, Golbery passou a fazer parte de um grupo frontalmente anti-Lott, cujos líderes eram os generais Juarez Távora e Osvaldo Cordeiro de Farias. Ao mesmo tempo liderou um grupo de militares que apoiou Jânio Quadros na eleição para a Presidência da República em 3 de outubro de 1960. Jânio foi empossado no dia 31 de janeiro de 1961; em fevereiro, Golbery foi nomeado chefe do gabinete da Secretaria Geral do Conselho de Segurança Nacional.
Em março de 1961, na Guiana Inglesa, Cheddi Jagan, líder do Partido Progressista do Povo, venceu as eleições. Jânio determinou ao EMFA, que tinha como comandante Cordeiro de Farias, o estudo da situação. Aconselhado por sua assessoria militar, mandou tomar providências para evitar que a segurança das fronteiras do País fosse afetada, pois o líder guianense era de tendência comunista. Diante disso, Cordeiro pediu para Golbery iniciar estudos estratégicos para a criação de escolas brasileiras na fronteira, permitindo a frequência de crianças guianenses. Foram enviadas missões econômicas a Georgetown com a finalidade de investir e ajudar economicamente o surgimento de projetos específicos de mineração.
Segundo a literatura da época "…foi sugerido o oferecimento de missões militares brasileiras para adestramento de tropas guianenses em técnicas de guerra moderna e, especialmente, de desempenho de operações na selva. Porém, comentou-se muito, na época, que Jânio tinha planos de ocupação militar das três Guianas, ao norte do Brasil, embora a versão oficial fosse diferente."
Em 25 de agosto de 1961, Jânio renunciou. De acordo com a Constituição, assumiu o governo do Brasil, interinamente, o deputado Pascoal Ranieri Mazzilli (PSD), presidente da Câmara dos Deputados, pois o vice-presidente João Goulart encontrava-se em viagem diplomática na República Popular da China.
Militantes de direita acusaram Jango, como era conhecido, de ser comunista e o impediram de assumir a presidência no regime presidencialista. Fez-se, então, um acordo político e o Parlamento brasileiro criou o regime parlamentarista, com João Goulart sendo chefe de Estado. Os ministros militares aceitaram a posse mediante alteração da Constituição de 1946 por uma emenda instituindo o regime parlamentarista, com a redução dos poderes do presidente. Assim, em 7 de setembro Goulart tomou posse.
Após passar para a reserva (seu último posto na ativa foi o de coronel, mas como na época a passagem para a reserva rendia duas promoções, atingiu então o posto de general), Golbery iniciou estudos para fazer frente ao avanço do comunismo no cenário político brasileiro, desenvolvendo ideias delineadas na sua obra Planejamento estratégico (1955).
Respeitado e apoiado pelo marechal Humberto de Alencar Castelo Branco, que em abril de 1964 se tornaria o primeiro presidente do regime militar,  Golbery, em 1962, um ano depois de passar à reserva, foi convidado para trabalhar no Instituto de Pesquisas e Estudos Sociais (IPES), que teve papel de destaque na conspiração que deu origem ao Golpe de Estado no Brasil em 1964 e depôs o presidente João Goulart. Esse movimento foi amplamente apoiado por vários setores da sociedade brasileira, dentre eles a maior parte da mídia nacional, assim como a classe média e a classe artística, a Ordem dos Advogados do Brasil, e ainda políticos de oposição ao governo de João Goulart, como Carlos Lacerda. Teve apoio do então dono das Organizações Globo, o empresário Roberto Marinho, mas ressaltando que a emissora de TV começou a funcionar apenas em 26 de abril de 1965. Na época as emissoras de televisão mais conhecidas eram a TV Tupi, a TV Excelsior e a TV Record.
Financiado pelo governo e por empresas privadas, o IPES montou uma extensa rede de informações. Os arquivos, gravações telefônicas e documentos levantados nessa época formaram dossiês posteriormente transferidos para o Serviço Nacional de Informações (SNI), criado em 1964 e também idealizado e dirigido pelo general Golbery, até ser substituído em 1967, pelo futuro presidente Emílio Garrastazu Médici. O SNI teve grande influência em todo o regime militar.

## Pensamento Geopolítico
Golbery do Couto e Silva é considerado um dos maiores expoentes do pensamento geopolítico brasileiro.  Seu nome figura junto com o de Mário Travassos  (1891-1973) como os formuladores mais importantes da Geopolítica formulado no circulo militar brasileiro. 
Golbery é autor de dois livros, o "Geopolítica do Brasil" (Inicialmente publicado como "Aspectos geopolíticos do Brasil" e posteriormente ampliado e publicado com o título "Conjuntura política nacional, o Poder Executivo & Geopolítica Do Brasil") e "Planejamento Estratégico". Estes livros constituem compilações de opúsculos escritos por Golbery durante a década de 1950,  anos que o autor compunha os quadros da Escola Superior de Guerra brasileira. Por este motivo, é possível   para o pesquisador encontrar edições alternativas dos textos de Golbery, bem como os opúsculos separados, como eles foram publicados de início.  Nesse sentido, o texto mais recente, "Conjuntura política nacional, o Poder Executivo" que foi publicado junto com o "Geopolítica do Brasil" em 1981,  tem um significado especial: ele foi uma palestra realizada na Escola Superior de Guerra já no final do regime militar e o seu conteúdo versa sobre as transformações do sistema federativo brasileiro ao longo da história  e as transformações previstas com a abertura política.  Apesar de ser um texto de Geopolítica, o seu conteúdo destoa dos trabalhos anteriores, que datam o começo da Guerra Fria. 
"Geopolítica do Brasil" é um livro que analisa as possibilidades estratégicas do Brasil no contexto da ordem bipolar. Escrito nos anos mais tensos da Guerra Fria, o livro parte do pressuposto que o Brasil é um Estado chave para as defesas ocidentais por conta de sua projeção para o Atlântico-Sul, e da importância deste para a defesa do ocidente.  
O Atlântico-sul seria a fração do Oceano Atlântico localizado entre a América do Sul, a África e a Antártida. Esses três continentes formariam o "triângulo estratégico" que, segundo Golbery, teria importância vital para a defesa do ocidente.   A "defesa do ocidente" teria como pilares as alianças militares formadas pelos EUA para o cerco da URSS. Destas alianças, a Organização do Tratado do Atlântico Norte (OTAN) seria a principal, e também a única remanescente em nossa época. Outras alianças seriam a Organização do Tratado do Sudeste Asiático (OTASE), a Organização do Tratado Central (CENTO) e a  a ANZUS (sigla que abrevia o nome de seus Estados parte, que seriam  a Austrália, a Nova Zelândia e os Estados Unidos). Para Couto e Silva existia a possibilidade da URSS tomar partido do processo de descolonização em curso no continente africano, se estabelecendo nas costas atlânticas do continente e, com isso, pondo em ameaça o Brasil e os EUA.
Para o autor,  ocidente deveria organizar no Atlântico-sul uma aliança com o objetivo de conter esse possível transbordamento da URSS via continente africano. Tal conclusão se amparava na convicção da fragilidade da aliança militar ocidental no Oriente Médio bem como no solo fértil que representava o processo de descolonização para o avanço do socialismo soviético.  
Nesse sentido, o Brasil deveria capitanear a nova Organização Internacional de segurança que deveria ser fundada no Atlântico-Sul. Por isso o pensamento geopolítico de Golbery do Couto e Silva era sintonizado diretamente com a conjuntura de Guerra Fria e o seu objetivo como teórico seria dar lugar para o Brasil dentro desse novo contexto.

## Percepções acerca da configuração territorial do Brasil
Como pensador da Geopolítica, Golbery do Couto e Silva é sempre lembrado por ser um analista da Guerra Fria, situação em que o autor fazia uso de uma projeção azimutal equidistante com o Brasil  representado no centro do planisfério para fazer suas considerações. Além disso, o autor tinha concepções muito bem construídas sobre o território brasileiro, seus problemas, suas potencialidades e o seu papel no contexto da integração das Américas.
Muito na esteira de Mário Travassos, Golbery do Couto e Silva defendeu a vertebração do território brasileiro com um plano viário. Golbery usou o termo "Arquipélago econômico" para descrever a condição territorial brasileira, caracterizada pela coexistência de núcleos de ocupação dispersos  e especializados em uma atividade agroexportadora. Cada núcleo de ocupação seria, portanto, uma "ilha" do "arquipélago econômico". A característica de cada um desses núcleos de ocupação seria a vinculação estreita com o mercado internacional; tal vinculo seria mais sólido com o mercado internacional do que com o mercado doméstico do Brasil. Isso sujeitaria o território nacional a um conjunto de forças econômicas de natureza centrífuga, que poderia levar o Estado à dissolução. 
O autor também defendia que a América Latina deveria se integrar, mas a integração proposta por Golbery  uma integração hemisférica total, para fins de defesa contra o comunismo. Nesse sentido,  a unidade econômica proposta deveria acontecer junto com os EUA, em um movimento econômico que deveria complementar a fundação da Organização do Estados Americanos (OEA).

## O anti-"Linha-Dura" no Regime Militar
O General Golbery, segundo as Forças Armadas, destacou-se como um grande teórico do movimento político-militar de 1964. Contudo, a partir de 1974, trabalhou integralmente pela abertura política do país. Em decorrência de sua formação acadêmica intelectual, nunca concordou com os métodos de ação da “linha dura”, sendo por ela odiado, enfrentando diversos panfletos ofensores que circularam nos quartéis, os quais o tachavam de "entreguista" e até mesmo comunista (durante a crise com o ministro do Exército Sylvio Frota, esse expediente foi comum).
Em 1966, o general escreveu uma obra intitulada Geopolítica do Brasil, de grande destaque entre a comunidade de informações nacional e internacional.
Em 1967, Golbery do Couto e Silva assumiu uma vaga de ministro do Tribunal de Contas da União e, em 1974, no governo Geisel, tornou-se chefe da Casa Civil da Presidência da República, cargo que manteve com a posse do novo presidente, João Figueiredo. Ali teve influência no nascimento dos novos partidos. Foi ele quem excogitou e conduziu a reforma partidária de 1979. A reforma extinguiu o bipartidarismo, permitindo a criação de novas agremiações, tais como o PDS, que sucedeu à Arena, o PMDB liderado por Ulysses Guimarães, o PT por Lula, o PP por Tancredo Neves, o PTB, previamente entregue a Ivete Vargas pelo próprio chefe da Casa Civil, e o PDT de Leonel Brizola. O fim do bipartidarismo levou a oposição a se dividir em múltiplas siglas. Golbery demitiu-se depois do episódio das bombas do atentado no Riocentro no Rio de Janeiro, que, embora tenha fracassado, pôs em risco a vida de milhares de civis além de representar retrocesso em relação à postura que defendeu e tentou implementar desde Geisel; por saber da participação de militares comandados pela linha dura. Não teve influência suficiente sobre Figueiredo para alijar de vez os membros da linha dura. No entanto, permaneceu como condutor de conversas com a “oposição responsável”, principalmente Tancredo Neves e Thales Ramalho, para o complemento da transição para volta à democracia.
Foi apelidado de "O Bruxo" por sua notável capacidade de articulação e inteligência, e também de o "Mago da Abertura" por parte da imprensa brasileira; sendo denominado pelo jornalista Elio Gaspari como "O Feiticeiro" em sua obra "As Ilusões Armadas". Foi, ainda, apontado pelo cineasta baiano Glauber Rocha como "O Gênio da Raça".
Era também chamado por integrantes de grupos esquerdistas de Henry Kissinger brasileiro.
Morreu em 1987.

### Promoções[11]
| Patente             | Data |
| ------------------- | ---- |
| Aspirante a oficial | 1930 |
| Segundo-tenente     | 1931 |
| Primeiro-tenente    | 1932 |
| Capitão             | 1937 |
| Major               | 1946 |
| Tenente-coronel     | 1951 |
| Coronel             | 1956 |
| General de brigada  | -    |
| General de divisão  | 1961 |